# Jozef Baláži
Jozef Baláži, còn được đánh vần là Jozef Balázsy (sinh ngày 2 tháng 11 năm 1919, mất ngày 30 tháng 5 năm 1998)  là một cựu cầu thủ và huấn luyện viên bóng đá người Slovakia.
Ông đã từng chơi cho ŠK Bratislava và OAP Bratislava.